# Igors Korabļovs
Igors Korabļovs (ur. 23 listopada 1974 w Rydze) – piłkarz łotewski grający na pozycji lewego obrońcy.

## Kariera klubowa
Korabļovs rozpoczął swoją karierę w klubie Olimps Ryga. W 1994 roku zadebiutował w jego barwach w pierwszej lidze łotewskiej. Tam grał do 1995 roku, a w 1996 odszedł do Daugavy Ryga. Wtedy też został z nią wicemistrzem kraju, a osiągnięcie to powtórzył także rok później. Kolejnym klubem Łotysza w karierze był FK Ryga, z którym w 1999 roku zdobył Puchar Łotwy. W 2002 roku został piłkarzem FK Ventspils. Wtedy też został wicemistrzem kraju, a w 2003 i 2004 zdobył kolejne krajowe puchary. W 2005 roku odszedł do FK Jurmala, ale po pół roku trafił na Ukrainę, gdzie występował w Krywbasie Krzywy Róg, dla którego rozegrał 20 spotkań w Wyszczej Lidze. W 2006 roku zawodnik wrócił do ojczyzny i ponownie został piłkarzem FK Ryga, gdzie grał do końca 2008 roku. W 2009 przeniósł się do Daugavy Ryga. W 2010 podpisał kontrakt z FB Gulbene.

## Kariera reprezentacyjna
W reprezentacji Łotwy Korabļovs zadebiutował 10 listopada 1998 roku w przegranym 0:3 towarzyskim spotkaniu z Tunezją. W 2004 roku został powołany przez Aleksandrsa Starkovsa do kadry na Euro 2004. Tam był rezerwowym i nie zagrał w żadnym spotkaniu Łotwy. Ostatni mecz w kadrze rozegrał 2006 roku, a łącznie wystąpił w niej 21 razy.